# Porteau Cove Provincial Park
Der Porteau Cove Provincial Park ist ein etwa 56 Hektar kleiner Provincial Park im Südwesten der kanadischen Provinz British Columbia. Er liegt etwa 20 Kilometer südlich von Squamish am Highway 99, dem Sea-to-Sky Highway, im Squamish-Lillooet Regional District.
Der Park liegt im Bereich des im September 2021 neu eingerichteten Biosphärenreservat Atl'ka7tsme/Howe Sound, einem der drei UNESCO-Biosphärenreservate in der Provinz.

## Anlage
Der Park, mit einer kleinen Landfläche von etwas weniger als 5 ha und dem Rest als Wasserfläche, liegt am Ostufer des Howe Sounds und wird selber nach Osten durch eine Eisenbahnstrecke begrenzt, ursprünglich eine Strecke der BC Rail auf der heute hauptsächlich der Rocky Mountaineer verkehrt. Im Park befindet sich ein Fähranleger, welcher jedoch nicht durch BC Parks betrieben wird, sondern durch das Ministry of Transportation and Infrastructure der Provinz. Der Fähranleger dient nur für Notfälle, beispielsweise wenn ein Erdrutsch den Highway unterbricht.
Bei dem Park handelt es sich um ein IUCN-Schutzgebiet ohne aktuelle Einstufung (Nationalpark).
Mit 742.978 Besuchern (Personentagen) in der Saison 2023/2024, die von April bis März geht, gehörte er zur Gruppe der zehn am meisten besuchten Parks der Provinz.

## Geschichte
Der Park wurde im Jahr 1981 eingerichtet. Im Laufe der Zeit wurden dabei sowohl seine Größe wie auch sein Schutzstatus geändert. Zuletzt wurden seine Grenzen im Jahr 2012 verändert und er erhielt dabei auch seine aktuelle Größe. Seinen Namen hat der Park aus der Zeit als hier Sand und Kies gefördert wurde. Der Name Porteau kommt dabei aus dem französischen (porte d’eau).

## Flora und Fauna
Das Ökosystem von British Columbia wird mit dem Biogeoclimatic Ecological Classification (BEC) Zoning System in verschiedene biogeoklimatischen Zonen eingeteilt. Biogeoklimatische Zonen zeichnen sich durch ein grundsätzlich identisches oder sehr ähnliches Klima sowie gleiche oder sehr ähnliche biologische und geologische Voraussetzungen aus. Daraus resultiert in den jeweiligen Zonen dann auch ein sehr ähnlicher Bestand an Pflanzen und Tieren. Innerhalb dieser Systematik liegt der Park im Übergangsbereich von der Coastal Douglas Fir Zone zur Coastal Western Hemlock Zone zugeordnet.
Auf Grund der Größe des Parks und seiner Lage, mit Temperaturen von 23 Grad Celsius im Juli und 4 Grad Celsius im Januar sowie einem jährlichen Niederschlag von etwa 130 bis 150 Zentimeter pro Quadratmeter, verfügt er über keine ausgeprägte Vegetation bzw. Tierwelt an Land. Bäume und Unterwuchs sind dabei typisch für die Region und die Lage, hauptsächliche Gewöhnliche Douglasie, Riesen-Lebensbaum, Westamerikanische Hemlocktanne, Küsten-Kiefer sowie Amerikanische Erdbeerbäume bilden den Baumbestand. Der Unterwuchs ist geprägt von Salal, Heidelbeeren („Red Huckleberry“), Echten Bärentrauben, Nutka-Himbeeren sowie dem Gewöhnlichem Tüpfelfarn. Größere Säugetiere sind im Park kaum zu finden, es kommen überwiegend kleinere Säugetiere vor. Artenreicher ist die Vogelwelt. Wasservögel überwiegen, am verbreitetsten sind Enten (beispielsweise Bergenten, Büffelkopfenten, Eisenten, Kragenenten, Schellenten, Spatelenten, Pazifiktrauerenten und Mittelsäger).
Durch den Kupferabbau am Britannia Creek bzw. der Kupferanreicherung in Britannia Beach und den dabei entstehenden Sauren Grubenwässer (hier als „Acid Mine Drainage“ bezeichnet) hat die Fischwelt im Howe Sound sehr gelitten. Seit dessen Ende geht die Verschmutzung zurück. Erstmal 2011 konnten, nach mehr als 100 Jahren, im Howe Sound wieder Buckellachse gesichtet werden. Auch Weißstreifendelfine und Schwertwale sind wieder regelmäßig zu sehen. Auch andere Unterwasserbewohner kehren zurück.

## Aktivitäten
Der Park wird besonders durch Wassersportler und Taucher genutzt. Bei Tauchern ist er beliebt, da im Tauchgebiet mehrerer Schiffswracks liegen. Der Park hat dabei 44 (teilweise reservierbare) Stellplätze für Wohnmobile und Zelte und verfügt über einfache Sanitäranlagen.

## Benachbarte Parks
Die nächstgelegenen Provincial Parks sind, in Richtung Norden entlang dem Highway 99, zuerst der Murrin Provincial Park, dann der Shannon Falls Provincial Park und der Stawamus Chief Provincial Park sowie der Alice Lake Provincial Park. In Richtung Süden ist der nächste Park der Cypress Provincial Park. Richtung Nordwesten liegen der Brackendale Eagles Provincial Park und der Tantalus Provincial Park. Östlich des Alice Lake Provincial Park liegt der Garibaldi Provincial Park.